# Dioscoreaceae
Dioscoreaceae је фамилија монокотиледоних скривеносеменица, која броји око 750 врста у 9 родова. У системима класификације APG I и APG II фамилија је укључена у ред Dioscoreales. Према систему APG II ова фамилија укључује и претходно засебне фамилије Taccaceae and Trichopodaceae.

## Класификација фамилије
- (понекад укључен у род Dioscorea)

